# 日本語ピジン英語
日本語ピジン英語（にほんごピジンえいご）は、日本語と英語をベースとして形成されたピジン言語である。用語そのものは米国占領期の日本で初めて使われた。

## 概要
このピジン言語は英語及び日本語の方言と分類されるが、どちらに言語にも優勢でなく曖昧な方言という特徴がある。
日本語ピジン英語の中で、横浜ピジン日本語やバンブーイングリッシュ等、一時期使われていたが現在は標準語（日本語）や英語の強い影響でこれらのピジン言語の使用は急速に衰退している。

## 一覧
- ケープヨーク日本語ピジン英語
  - 木曜島及びヨーク岬半島の真珠貝養殖場付近で話されていたとされる。
- ハワイ・クレオール英語
  - 日本からの移民の影響で一部の日本語が使われている。（「das why」等）
- バンブーイングリッシュ
  - かつて日本・韓国に駐在する米軍が用いていたピジン英語[1]。
一部朝鮮語に由来する単語もあった。
- 横浜ピジン日本語
  - 取引の為に外国人との会話で用いられていた[2]。

## 現在
ハワイ・クレオール英語は現在残っている日本語ピジン英語の中では比較的使用頻度が高く、アメリカ国勢調査では335人の話者が確認された。
日本語ピジン英語の一部はオーストラリアに分派が確認されていて、第二言語としての使用人数は40人であった。